# Pälsligan
Pälsligan (engelska: Make Mine Mink) är en brittisk komedifilm från 1960 i regi av Robert Asher.
Filmen baseras på Peter Cokes pjäs Breath of Spring.

## Handling
En udda grupp förnäma medelklassmedborgare slår in på brottets bana för att finansiera välgörenhet.

## Rollista i urval
- Terry-Thomas - major Albert Rayne
- Athene Seyler - Dame Beatrice Appleby
- Hattie Jacques - Nanette Parry
- Elspeth Duxbury - "Pinkie" Pinkerton
- Billie Whitelaw - Lily
- Jack Hedley - Jim Benham
- Raymond Huntley - inspektör Pape
- Irene Handl - Madame Spolinski
- Sydney Tafler - Lionel Spanager
- Joan Heal - Mrs. Dora Spanager
- Penny Morrell - Gertrude
- Freddie Frinton - den berusade
- Michael Balfour - Rowsons butler
- Noel Purcell - inbrottstjuv
- Kenneth Williams - Hon. Fred Warrington
- Peter Vaughan - polis